# Olands och Frösåkers kontrakt
Olands och Frösåkers kontrakt var ett kontrakt i Uppsala stift inom Svenska kyrkan. 2018 upphörde kontratet då Rasbo, Rabokils, Tuna och Stavby församlingar överfördes till Uppsala kontrakt medan övriga överfördes till Upplands norra kontrakt. 
Kontraktskoden var 0103.

## Administrativ historik
Kontraktet omfattade före 1962
- Börstils församling som 2006 uppgick i Frösåkers församling
- Östhammars församling som 2006 uppgick i Frösåkers församling
- Alunda församling
- Morkarla församling som 2010 uppgick i Dannemorabygdens församling
- Tuna församling som 1972 överfördes till Norunda kontrakt för att 2005 återgå hit
- Stavby församling som 1972 överfördes till Norunda kontrakt för att 2005 återgå hit
- Öregrunds församling som 2002 uppgick i Öregrund-Gräsö församling
- Gräsö församling som 2002 uppgick i Öregrund-Gräsö församling
- Hargs församling  som 2006 uppgick i Frösåkers församling
- Hökhuvuds församling som 2014 uppgick i Skäfthammar-Hökhuvuds församling
- Skäfthammars församling som 2014 uppgick i Skäfthammar-Hökhuvuds församling
- Valö församling som 2006 uppgick i Frösåkers församling
- Forsmarks församling som 2006 uppgick i Frösåkers församling
- Ekeby församling
- Bladåkers församling som 1962 övergick till Närdinghundra och Lyhundra kontrakt

1962 tillfördes från Örbyhus kontrakt
- Films församling som 2010 uppgick i Dannemorabygdens församling
- Dannemora församling som 2010 uppgick i Dannemorabygdens församling

2005 tillfördes från Norunda kontrakt
- Rasbo församling
- Rasbokils församling